# Timema dorotheae
Timema dorotheae is een insect uit de orde Phasmatodea en de familie Timematidae. De wetenschappelijke naam van deze soort is voor het eerst geldig gepubliceerd in 1966 door Strohecker.